# Talud-tablero

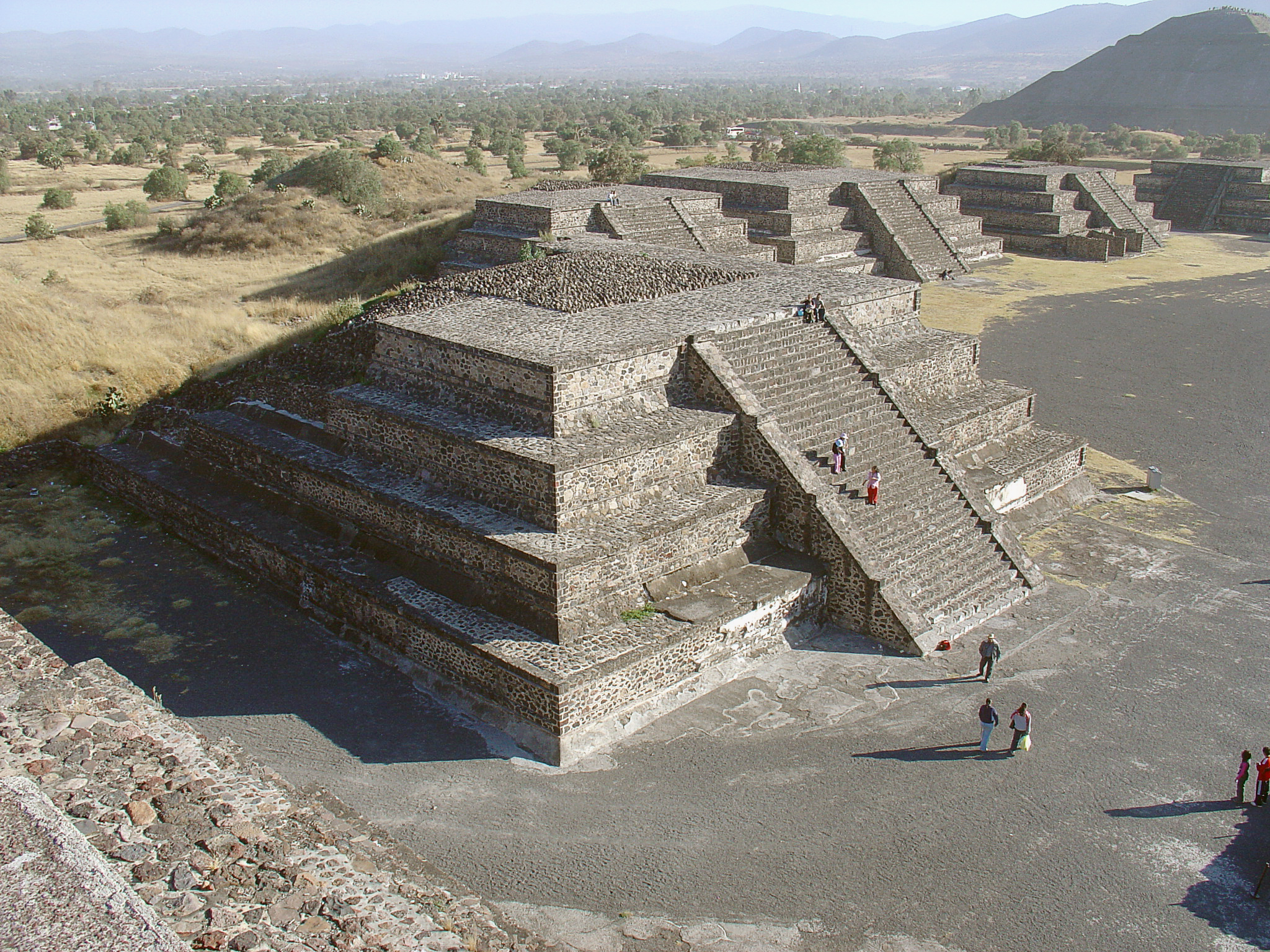
Piramida w stylu tablud-tablero w Teotihuacán.

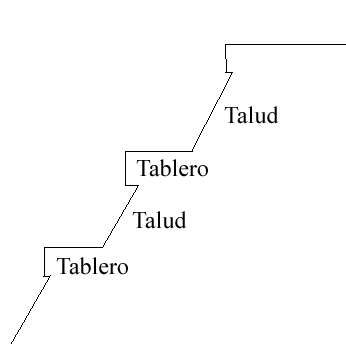
Styl tablud-tablero zastosowany w wielu piramidach Mezoameryki.

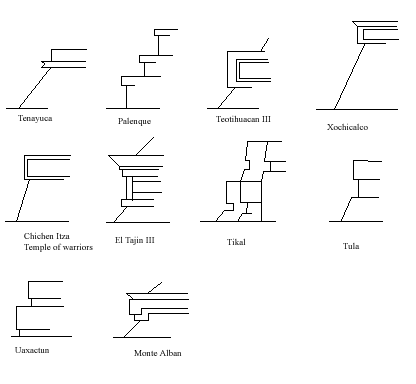
Różnice w odmianach stylu talud-tablero kultur Mezoameryki.

Talud-tablero – styl architektoniczny stosowany przy budowie piramid w Mezoameryce począwszy od okresu klasycznego. Jego cechą charakterystyczną jest wykorzystanie w konstrukcji piramidy pionowych płaszczyzn ściennych zwieńczonych platformami (tablero) naprzemiennie z formacjami pochyłych płyt (talud). Na tablero często umieszczane były dekoracje reliefowe.

## Znaczenie kulturowe
Przykłady najwcześniejszych budowli w stylu talud-tablero zostały odnalezione w regionie Tlaxcala-Puebla. Jednak styl ten przeżył swój największy rozkwit w Teotihuacán, w środkowym Meksyku, gdzie został zastosowany m.in. przy budowie Piramidy Księżyca. Uzyskał tam ok. III w. n.e. status dominującego stylu w architekturze. 
Prekolumbijskie piramidy wznoszone z wykorzystaniem różnych regionalnych odmian stylu talud-tablero powstawały już w okresie klasycznym na obszarach oddziaływań innych niż Teotihuacán kultur. Obecność piramid wzniesionych z wykorzystaniem tej techniki jest często świadectwem utrzymywania kontaktów mezoamerykańskich ośrodków z Teotihuacán. Pojawienie się piramid w tym stylu w Tikal, mieście Majów, w drugiej połowie IV w. n.e. wiąże się ze zdobyciem przez ośrodek ze środkowego Meksyku dominacji politycznej lub podbojem militarnym miasta. 
Przykłady piramid wzniesionych z wykorzystaniem stylu talud-tablero można znaleźć w całej Mezoameryce, m.in. na stanowiskach archeologicznych El Tajín, Tikal, Copán.